# 塞默灵附近施皮塔尔
塞默灵附近施皮塔尔是奥地利施蒂利亚州米尔茨楚施拉格县的一个市镇。总面积72.59平方公里，总人口1706人，人口密度23.5人/平方公里（31-12-2005年）。